# Shin’ya Saitō
Shin’ya Saitō (jap. 齊藤 慎弥; ur. 2 czerwca 1980 w Aomori) – japoński biathlonista.
Swój ostatni biathlonowy występ zanotował 20 grudnia 2008 podczas pucharu IBU w Martell.

## Osiągnięcia

### Igrzyska olimpijskie
| Rok  | Miejscowość | Konkurencje | Konkurencje | Konkurencje | Konkurencje | Konkurencje | Konkurencje | Konkurencje |
| Rok  | Miejscowość | IN          | SP          | PU          | MS          | RL          | MR          | SR          |
| ---- | ----------- | ----------- | ----------- | ----------- | ----------- | ----------- | ----------- | ----------- |
| 2006 | Turyn       | 78.         | –           | –           | –           | 12.         | nd.         | –           |

### Mistrzostwa świata
| Rok  | Miejscowość   | Konkurencje | Konkurencje | Konkurencje | Konkurencje | Konkurencje | Konkurencje | Konkurencje |
| Rok  | Miejscowość   | IN          | SP          | PU          | MS          | RL          | MR          | SR          |
| ---- | ------------- | ----------- | ----------- | ----------- | ----------- | ----------- | ----------- | ----------- |
| 2006 | Pokljuka      | nd.         | nd.         | nd.         | nd.         | nd.         | 22.         | –           |
| 2007 | Rasen-Antholz | 90.         | –           | –           | –           | –           | 20.         | –           |